# Dora von Gagern
Dorothea „Dora“ von Gagern (* 4. Jänner 1824 in Bremen als Dorothea Biedenweg; † 10. Jänner 1890 in Wien) war eine deutsch-österreichische Schriftstellerin und Übersetzerin.

## Leben
Von Gagern war die Tochter des deutschen Juristen Johann Peter Christoph Friedrich Biedenweg (1783–1856) und Lieblingscousine von Hermann Allmers, ab dem 20. August 1853 die zweite Ehefrau des Diplomaten und Politikers Maximilian von Gagern. Aus der Ehe gingen zwei Kinder hervor, Franziska (1855–1925) und Max (* 1858), später österreichischer Gesandter in Bern.
Sie war vielseitig gebildet und gemeinsam mit ihrem Gatten umfassend karitativ tätig. Sie übersetzte zwei Dramen der französischen Klassik und veröffentlichte den Band Tagebuchblätter.

## Werke
- Tagebuchblätter. Carl Gerold’s Sohn, Wien 1890.

### Übersetzungen
- Pierre Corneille: Horatius. Tragödie in 5 Acten von ---. Wien 1885.
- Jean Racine: Die Gerichtsfexen. (Die Proceßsüchtigen.) Lustspiel in 3 Acten. Manz, Wien 1886.